# Casa Amarela (álbum)
Casa Amarela é o segundo álbum de estúdio da banda brasileira Crombie, lançado em 2011 de forma independente.
O disco, que foi o maior sucesso comercial e de crítica da banda, uniu influências como a música popular brasileira e o reggae. Dentre as canções, destacam-se "Quando É de Manhã" e "Convívio". Além disso, trouxe "Sobre o Tempo", presente no álbum anterior.

## Lançamento e recepção
| Críticas profissionais | Críticas profissionais |
| Avaliações da crítica  | Avaliações da crítica  |
| Fonte                  | Avaliação              |
| ---------------------- | ---------------------- |
| Super Gospel           | [ 4 ]                  |

Casa Amarela foi liberado em abril de 2011 de forma independente. O projeto recebeu uma avaliação favorável do portal Super Gospel. Segundo o texto, "MPB e reggae formam a sonoridade de uma banda que não utiliza-se do rótulo 'gospel', mas constrói versos pautados nos princípios do cristianismo".
Em 2019, foi eleito pelo Super Gospel o 16º melhor álbum da década de 2010.

## Faixas
1. "Quando é de Manhã"
2. "Sobre o Vento"
3. "Convívio"
4. "Tão Natural"
5. "Dolores"
6. "O Passarinho e Sua Esperança"
7. "Primeiro Samba"
8. "Pensamento Viajante"
9. "Se por Acaso"
10. "Moonshine"
11. "Um"
12. "Tudo no Mesmo Lugar"
13. "Canção pra Despertar"